# Phanogomphus sandrius
Phanogomphus sandrius – gatunek ważki z rodziny gadziogłówkowatych (Gomphidae). Występuje jedynie w stanie Tennessee w południowo-wschodnich USA. Opisał go Kenneth J. Tennessen w 1983 roku pod nazwą Gomphus sandrius. Jest bardzo podobny do Phanogomphus graslinellus.